# 라트나 파닥

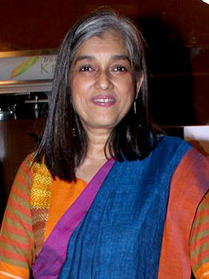

라트나 파닥(Ratna Pathak, 1963년 3월 18일 ~ )은 인도의 배우, 텔레비전 배우이다.
뭄바이에서 태어났다.

## 영화
- 무바라칸 (2017년)
- 부르카 속의 립스틱 (2016년)
- 더 뉴 클래스메이트 (2015년)
- 쿠브수랏 (2014년)
- 더 커핀 메이커 (2013년)
- 골말 3 (2010년)
- 알라딘 (2009년)
- 파헬리 (2005년)